# فرط الجهد الكهربائي

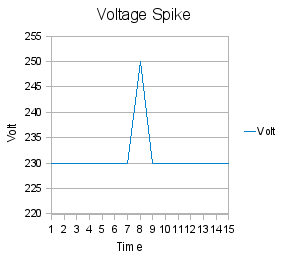
مخطط بياني يظهر تمثيليلاً حدوث زيادة في الجهد الكهربائي.

فرط الجهد الكهربائي (ملاحظة 1) هو حدوث زيادة في الجهد الكهربائي (فولتية) دائرة كهربائية ما بشكل أكبر مما يتيح لها تصميمها. يعد فرط الجهد الكهربائي خطيراً، ويمكن أن يؤدي إلى إتلاف الأجهزة الكهربائية.
حسب مدة الحالة فإنه يمكن التفريق بين زيادة لحظية، وبين زيادة مستديمة والتي تؤدي إلى تدفق مفاجئ بالتيار.

## هوامش
- ملاحظة 1 المرادفات: فرط الجهد الكهربائي أو فرط الفلطية أو الفلطية الزائدة[1] أو الجهد الزائد [2]